# Александр Ивич
Алекса́ндр И́вич (настоящее имя Игнатий Игнатьевич Бернштейн, 1900—1978) — русский советский писатель, критик, литературовед, эссеист, издатель, архивист.

## Биография
Игнатий Бернштейн родился в Хабаровске спустя два месяца после гибели отца, путейского инженера Игнатия (Исаака) Абрамовича Бернштейна (1857, Луцк — 1900, Хабаровск), который работал на строительстве КВЖД и был убит во время Боксёрского восстания, когда мятежники обстреляли пароход, вывозивший служащих дороги и их семьи с территории Китая в Россию. Мать, Полина Самойловна Бернштейн (урождённая Рабинович; 1870, Киев — 1949, Москва), — известная переводчица немецкой литературы, в частности, открывшая русскому читателю произведения Стефана Цвейга. Брат — лингвист Сергей Игнатьевич Бернштейн.
И. И. Бернштейн рос и учился в Петербурге, в 1917 году окончил с золотой медалью гимназию  Гуревича. К  Февральской революции отнесся восторженно и сразу оказался в центре событий: в качестве одного из помощников коменданта  Государственной думы присутствовал на заседаниях, слушал первые пореволюционные речи  Керенского и  Милюкова. Затем служил в охране  Временного правительства.
Благодаря старшему брату, аудиоархивисту  Сергею Бернштейну (1892–1970), ещё в гимназические годы И. И. Бернштейн вошёл в круг филологов, создателей формального метода, выступил с докладом в  ОПОЯЗе; был дружен с  В. Б. Шкловским,  Б. М. Эйхенбаумом,  Ю. Н. Тыняновым. К концу 1910-х — началу 1920-х гг. прошлого века относятся первые литературные знакомства: с  Осипом Мандельштамом,  Владиславом Ходасевичем,  Михаилом Кузминым,  Анной Ахматовой,  Владимиром Маяковским,  Ольгой Форш,  Всеволодом Рождественским,  Михаилом Зощенко и другими  «Серапионовыми братьями».
Стремление запечатлеть расцвет духовной жизни тех дней привело Игнатия Бернштейна к решению создать издательство, названное «Картонным домиком», где владелец был единственным сотрудником и занимал все должности от главного редактора до курьера. Оно возникло в Петрограде в 1920 году и ставило перед собой две цели: пропагандировать творчество тех, чьим талантом восхищался издатель, и сберечь то, что было подвержено исчезновению в годы гибели культуры. За три года своего существования  «Картонный домик» выпустил в свет несколько значительных книг, в том числе сборник «Об Александре Блоке» (1921), вышедший спустя три месяца после кончины поэта, что явилось первой попыткой осмыслить роль Александра Блока в истории российской словесности; неизданные стихотворения Иннокентия Анненского (1923); книгу стихов  Михаила Кузмина (1921); единственную поэму  Георгия Маслова «Аврора» (1922). Однако финансовые трудности оказались непреодолимыми, и к концу 1923 года издательство прекратило существование и было прочно забыто.
После закрытия издательства И. И. Бернштейн работал в  Институте истории искусств (1923–1927), затем переехал в Москву, где занимался журналистикой, печатал под псевдонимом Александр Ивич очерки в газетах «За индустриализацию» и  «Экономическая жизнь». В эти годы он заинтересовался детской литературой, регулярно выступал в печати с критическими статьями на эту тему. В 1930-м вышла в свет его книга для детей «Приключения изобретений», посвященная истории техники, впоследствии неоднократно переиздававшаяся и переводившаяся на иностранные языки.
С первого дня Отечественной войны Александр Ивич — военный корреспондент в действующих частях авиации Черноморского флота. Он участвует в боевых вылетах на передовую, в тыл врага, в разведку, полгода проводит в осажденном Севастополе, в отвоеванный город возвращается с первыми отрядами. Во время войны и о войне он написал более ста очерков и корреспонденций для газет, три книги для взрослых и книгу о лётчиках для детей. Награждён боевыми орденами и медалями.
В 1949 году Александр Ивич был объявлен «космополитом», причём  А. А. Фадеев назвал его «врагом № 1 в детской литературе», что в тогдашних обстоятельствах означало гражданскую смерть. Несколько лет Ивич с семьей жил в нищете, перебиваясь случайными заработками и продавая книги из своей уникальной библиотеки.
В последующие годы Александр Ивич выступал как критик, автор научно-художественных произведений для детей и подростков (наиболее значительное — повесть «Художник механических дел», 1969), критических работ и литературоведческих книг, посвященных истории и теории литературы для детей («Воспитание поколений» (1960), «Поэзия науки» (1967), «Природа. Дети» (1975).
Александр Ивич Бернштейн скончался в Москве 18 декабря 1978 года. Похоронен на  Введенском кладбище (участок № 5).

## Дело всей жизни
На протяжении всей своей жизни Александр Ивич продолжал дело, начатое им в юности: хранил те произведения русской словесности, которым грозило уничтожение в эпоху террора. Он сберег рукописи книг, публиковавшихся в «Картонном домике», и те, о публикации которых шла речь:
- летом 1922 года Владислав Ходасевич, покидая Россию, оставил Ивичу свои бумаги (рукописи, черновые наброски, автографы стихов и прозы, документы);
- в августе 1946 года Надежда Мандельштам, после опубликования постановления о журналах «Звезда» и «Ленинград», вызвавшего панику в литературных кругах, передала Ивичу на хранение список полного собрания известных ей к тому времени неопубликованных стихов Осипа Мандельштама, а также 58 автографов поэта. Архив Осипа Мандельштама хранился у Ивича «все опасные годы послевоенного периода», как написала впоследствии Надежда Мандельштам («Книга третья», YMCA-PRESS, Paris, 1987, с. 116). Ежегодно, приезжая в Москву, Надежда Мандельштам работала в доме Ивича с архивом, дополняя корпус стихов и внося в него исправления, в результате чего был составлен, по её выражению, «единственный проверенный и правильный экземпляр ненапечатанных стихов» Осипа Мандельштама. (Н. Мандельштам. Из письма к С. И. Богатыревой от 9 августа 1954).

## Завещание Надежды Мандельштам
Девятого августа 1954 года  Н. Я. Мандельштам составила два письма-завещения на имя дочери Александра Ивича, Софьи Богатыревой, в которых передавала Богатыревой права распоряжаться хранившимися в доме текстами Осипа Мандельштама. «Я хотела бы, чтоб вы считали себя полной собственницей их, как если бы вы были моей дочерью или родственницей. Я хочу, чтобы за вами было закреплено это право», — писала Н. Я. Мандельштам Софье Богатыревой.
В 1957 году, когда возникла надежда на издание книги стихов Мандельштама в Советском Союзе, Александр Ивич передал сохранённый им архив в Комиссию по литературному наследию поэта — в современных публикациях Мандельштама это составляет целиком разделы «Новые стихи» и «Воронежские тетради». Большая часть произведений Владислава Ходасевича из архива Александра Ивича опубликована после смерти хранителя его дочерью С. Богатыревой. Стихотворения  Георгия Маслова подготовлены к печати (2011).

## Семья
- Жена — Анна Марковна Бамдас (1899—1984). Её братья — электротехник Александр Маркович Бамдас, поэт и переводчик Моисей Маркович Бамдас (1896—1959); сестра — Эдда Марковна Бамдас (1900—1987), актриса Театра имени М. Н. Ермоловой, известная под сценическим псевдонимом Евдокия Мироновна Бамдасова. 
  - Дочь — Софья Игнатьевна Богатырева, историк литературы.

## Награды
- Орден Красной Звезды;
- Орден Отечественной войны II степени;
- Медали.